# Mike Veenstra
Mike Veenstra Seshebe (Pretoria, 2 december 2001) is een Zuid-Afrikaans-Nederlands voetballer van Nigeriaanse en Malawische afkomst die als aanvaller voor CVV Germanicus speelt.

## Carrière
Mike Veenstra werd geboren in Pretoria, Zuid-Afrika, als zoon van een Nigeriaanse vader en een Malawische moeder. Nog voor zijn eerste levensjaar werd hij geadopteerd door Nederlandse ouders uit Emmen. Hij speelde voetbal in de jeugd van DZOH en VV SVBO, waar hij ook in het eerste elftal speelde. In het seizoen 2020/21 maakte hij de overstap naar het onder-23-elftal van HHC Hardenberg. Hij debuteerde voor HHC op 5 maart 2022, in de met 0-3 gewonnen uitwedstrijd tegen Quick Boys. In het seizoen erna, 2022/23, viel hij regelmatig in bij HHC, waar hij zijn eerste contract tekende. Door een oefenwedstrijd tegen het onder-21-elftal van De Graafschap viel hij op bij die club. In de winterstop van het seizoen 2022/23 maakte Veenstra de overstap naar De Graafschap. Het seizoen erna maakte hij zijn debuut in het betaald voetbal, in de met 4-2 gewonnen thuiswedstrijd tegen Jong PSV op 22 januari 2024. Hij kwam in de 71e minuut in het veld voor Simon Colyn. Nadat zijn contract in 2024 afliep, vertrok hij naar tweededivisionist ACV. Hier kwam hij niet in actie, dus vertrok hij halverwege het seizoen naar CVV Germanicus.

### Statistieken
| Seizoen                     | Club           | Land           | Competitie     | Competitie | Competitie | Beker | Beker | Totaal | Totaal |
| Seizoen                     | Club           | Land           | Competitie     | Wed.       | Dlp.       | Wed.  | Dlp.  | Wed.   | Dlp.   |
| --------------------------- | -------------- | -------------- | -------------- | ---------- | ---------- | ----- | ----- | ------ | ------ |
| 2021/22                     | HHC Hardenberg | Nederland      | Tweede divisie | 1          | 0          | 0     | 0     | 1      | 0      |
| 2022/23                     | HHC Hardenberg | Nederland      | Tweede divisie | 9          | 2          | 1     | 0     | 10     | 2      |
| 2023/24                     | De Graafschap  | Nederland      | Eerste divisie | 1          | 0          | 0     | 0     | 1      | 0      |
| 2024/25                     | ACV            | Nederland      | Tweede divisie | 0          | 0          | 0     | 0     | 0      | 0      |
| Carrièretotaal              | Carrièretotaal | Carrièretotaal | Carrièretotaal | 11         | 2          | 1     | 0     | 12     | 2      |
| Bijgewerkt op 20 april 2025 |                |                |                |            |            |       |       |        |        |